# 肥田次郎
肥田 次郎（ひだ じろう、1906年（明治39年）9月28日 – 1974年（昭和49年）5月10日）は、大正から昭和期の労働運動家、政治家。衆議院議員。

## 経歴
岡山県で貧しい小作農家に生れる。八百屋、呉服屋、食堂などで働き大阪に移った。
1921年（大正10年）ころ初めてメーデーに参加。1922年（大正11年）南海鉄道（後の南海電気鉄道）に電気工夫として入社。電気労働組合に加入。独学でアナキズムを学んだ。1923年（大正12年）大阪英語学校初等科で学び、徴兵され陸軍伍長で除隊。南海鉄道技師となる。
戦後、南海電鉄労働組合執行委員長、日本私鉄労働組合関西地方連合会執行委員長、大阪地方交通運輸労働組合協議会議長、大阪府地方労働委員、同あっせん委員などを務めた。
1960年（昭和35年）11月の第29回衆議院議員総選挙に大阪府第5区から左派社会党公認で出馬して初当選。1963年（昭和38年）11月の第30回総選挙（日本社会党公認）でも再選され、衆議院議員に連続2期在任した。この間、裁判官訴追委員予備員、衆議院運輸委員会理事、社会党大阪府連副委員長、同選挙対策委員長、同党物価対策特別委員会事務局長、同交通政策副委員長、同港湾対策特別委員会事務局長、同私鉄対策特別委員会事務局長などを務めた。
その後、日本私鉄労働組合総連合会顧問、南海労働組合顧問などに就任した。

## 国政選挙歴
- 第27回衆議院議員総選挙（大阪府第5区、1955年2月、左派社会党公認）落選[7]
- 第28回衆議院議員総選挙（大阪府第5区、1958年5月、日本社会党公認）次点落選[5]
- 第29回衆議院議員総選挙（大阪府第5区、1960年11月、日本社会党公認）当選[5]
- 第30回衆議院議員総選挙（大阪府第5区、1963年11月、日本社会党公認）当選[6]
- 第31回衆議院議員総選挙（大阪府第5区、1967年1月、日本社会党公認）次点落選[6]
- 第32回衆議院議員総選挙（大阪府第5区、1969年12月、日本社会党公認）次点落選[8]

## 脚註
1. ↑  『大阪紳士録』650頁。
2. 1 2 3 4 5 6 7 8  『議会制度百年史 - 衆議院議員名鑑』529頁。
3. 1 2 3 4 5 6 7  『激動の日本政治史（下巻）』2114頁。
4. 1 2 3 4 5 6  「氏より育ち」100-101頁。
5. 1 2 3  『国政選挙総覧 1947-2016』256頁。
6. 1 2 3  『国政選挙総覧 1947-2016』257頁。
7. ↑  『国政選挙総覧 1947-2016』255頁。
8. ↑  『国政選挙総覧 1947-2016』258頁。